# G.L. Electronic
G.L. Electronic je firma zaměřující se na kosmický průmysl, se sídlem v Brně.

## Projekty
G.L. Electronic, nezávislá česká firma, byla založena Luďkem Graclíkem roku 2008. Firma se specializuje na kompletní realizaci Hi-Rel elektronických přístrojů a kabelových svazků v průmyslovém sektoru aerospace. Výroba a integrace jednotlivých zařízení probíhá v rámci ESA standardů a norem ECSS v certifikovaných čistých prostorech ISO 8 v Brně, Technologickém parku. 
Zrealizované projekty se zaměřovaly na oběžnou dráhu Země nebo na orbitální kosmické lodě (AMS-PDS 02 byl připravován pro ISS nebo Biolab, která je na modulu Columbus). Další projekty se zaměřovaly jak na oběžnou dráhu země (ASIM - observatoř ISS, pro měření blesků), tak i na meziplanetární mise (mise ExoMars). 
V současné době společnost pracuje na projektu MWI MetOp SG, který vyrábí družice pro meteorologické pozorování z polární oběžné dráhy.
G.L Electronic na začátku roku 2020 dokončila spolupráci na projektu SSMS Vega PoC Dispenser. Vypouštěč satelitů (dispenser), umístěný do vrchní části rakety Vega, představuje unikátní konstrukci umožňující přepravovat až 16 satelitů. Firma se na tomto projektu podílela kompletní výrobou a integrací kabelových svazků, čidel a senzorů. Raketa Vega bude společně s dispenserem vypuštěna v březnu 2020.
Společnost se ve spolupráci s Akademií věd a Univerzitou Karlovou podílela na výrobě tří přístrojů pro Solar Orbiter, sondu, která má zkoumat Slunce. Solar Orbiter ve vesmíru pracuje od 10.2.2020.
Projekt JUICE MGAMA představuje další důležitý projekt, na kterém se firma podílela. G.L. Electronic ve spolupráci se španělskou firmou SENER pracovala na výrobě kabelových svazků pro anténu, která poskytuje komunikaci mezi družicí JUICE a Zemí.
G.L. Electronic také pracovala na odpalovacích rampách raket Vega a Sojuz. Tým zde prováděl elektrickou instalaci a montáž rozvaděčů, integraci a instalaci kabelů pro telefonické připojení, zabezpečovací signalizace apod.
Zajímavým počinem byla také spolupráce na kávovaru ISS Presso pro mezinárodní vesmírnou stanici.